# Korfiomyces
Korfiomyces is een monotypisch geslacht van schimmels uit de klasse Lecanoromycetes. Het bevat alleen Korfiomyces gelatinosus.